# Igaci
Igaci é um município brasileiro do estado de Alagoas, fazendo parte da região metropolitana de Palmeira dos Índios. Sua população estimada em 2010 era de 25.197 habitantes.

## História
O município de Igaci deve ao português João de Lima Acioli o início de seu povoamento. Chegou ele nos meados do século XIX, implantando ali um sítio que teve grande desenvolvimento. Tendo em vista o grande número de "olhos d`água" existentes na região, denominou o local de Olho D` Água do Acioli. A água abundante contribuiu para que inúmeras famílias de regiões atingidas frequentemente pelas secas, fixassem ali suas residências. Seu maior incremento foi a partir de 1877, quando Alagoas sofreu uma de suas maiores estiagem. Exatamente pela fartura de água existente, grande parte de sertanejos deslocou-se para Olho D` Água do Acioli e em pouco tempo estava formado o primeiro aglomerado urbano do futuro município.
Entre os primeiros que contribuíram para o rápido desenvolvimento daquele núcleo estavam Serapião Sampaio, Santos Silva, capitão Bartolomeu de Souza Vergueiro, Justino Luiz, as famílias Torres e Tomas de Albuquerque e Carlos Pontes que veio a tornar-se mais tarde um dos grandes vultos da literatura e da política nacional.
A lei estadual nº 428 de 15 de junho de 1904 elevou Olho D` Água do Acioli a categoria de Vila, como distrito judiciário de Palmeira dos Índios. A implantação da estrada de ferro pela ex-Grewestern, hoje Rede Ferroviária Federal do Nordeste também contribuiu de forma decisiva para a afirmação econômica do lugar. Nesta mesma época teve seu topônimo mudado para Igaci que, em língua indígena significa "Olho D` Água".
O comércio atravessou por fase áurea no mesmo período, quando inúmeras "bolandeiras" (descaroçadores de algodão) foram instaladas aproveitando as safras generosas de suas lavouras. Aos poucos porém, levados por vários fatores, seus proprietários acabaram por fechá-los, existindo apenas um na atualidade.
A emancipação política de Igaci ocorreu por força da Lei nº 2087 de 27 Dezembro de 1957, instalando-se oficialmente a 12 de Janeiro de 1959, desmembrado de Palmeira dos Índios e integrado por um único distrito, o da sede, situação que ainda hoje permanece.
O município tem duas principais festividades: a Emancipação Política (comemorada no dia 04 de outubro deste século passado por conta festa inauguração da paróquia da cidade) e a festa da padroeira, Nossa Senhora da Saúde. Outro atrativo é o banho no rio Jacuípe.